# Остров Робертсона
Остров Робертсона — малый остров архипелага Земля Франца-Иосифа, Приморский район Архангельской области России.
Расположен в центральной южной части архипелага у восточного берега острова Нортбрук. Длина менее одного километра. Местность равнинная. Сложен галечниками.
Назван в честь Томаса Робертсона, капитана барка «Скотия» в ходе шотландской антарктической экспедиции 1902—1904 годов.

## Акватория
Омывается Баренцевым морем. От острова Нортбрук отделён узким проливом. На юго-востоке открытое море. Воды у острова достигают 20 метров глубины. Ближайшие острова это Нортбрук и острова Этеридж.

## Топографические карты
- Лист карты T-39-IV,V,VI м. Баренца. Масштаб: 1 : 200 000. Состояние местности на 1957 год.